# الیاس حسنی
الیاس حسنی (انگلیسی: Ilyes Housni؛ زادهٔ ۱۴ مهٔ ۲۰۰۵) بازیکن فوتبال اهل مراکش است.
وی همچنین در تیم‌های ملی فوتبال زیر ۱۷ سال فرانسه، زیر ۱۸ سال فرانسه و زیر ۲۳ سال مراکش بازی کرده است.